# Katianiridae
Katianiridae är en familj av kräftdjur. Katianiridae ingår i ordningen gråsuggor och tånglöss, klassen storkräftor, fylumet leddjur och riket djur. Enligt Catalogue of Life omfattar familjen Katianiridae 6 arter. 
Kladogram enligt Catalogue of Life:
| Katianiridae | \| \| Katianira \| \| \| \| \| \| Natalianira \| \| \| \| |
|              | \| \| Katianira \| \| \| \| \| \| Natalianira \| \| \| \| |
|              | Katianira                                                 |
|              |                                                           |
|              | Natalianira                                               |
|              |                                                           |